# مومن أباد (إيران)
مومن أباد (بالفارسية: مومن‌آباد) هي منطقة سكنية تقع في إيران في Japelaq District. يقدر عدد سكانها بـ 1,230 نسمة .